# Transposición de Lobry de Bruyn–van Ekenstein
En química de carbohidratos, la transposición de  Lobry de Bruyn–van Ekenstein es la tautomería catalizada por ácidos o bases en donde se interconvierte una aldosa a cetosa, formándose un enodiol como intermediario. Sucesivamente, las cetosas pueden ser transformadas a 3-cetosas, etcétera. El enodiol también es un intermediario para la epimerización de una aldosa o cetosa.
Las reacciones son normalmente catalizadas por bases, pero también puede tener lugar a condiciones ácidas o neutras. El caso bioquímico más relevante es la interconversión entre el 3-fosfogliceraldehído y la fosfoglicerona por la acción de la triosa fosfato isomerasa.
La transposición de Lobry de Bruyn–van Ekenstein es útil para la producción industrial de ciertas cetosas. Fue descubierta en 1885 por Cornelis Adriaan Lobry van Troostenburg de Bruyn y Willem Alberda van Ekenstein.

## Transformación aldosa-cetosa
El equilibrio la tasa de reactivo-producto depende de la concentración, el disolvente, pH y temperatura. Al equilibrio la aldosa y cetosa forman una mezcla qué en el caso del gliceraldehído y la dihidroxiacetona es también llamado glicerosa.

## Epimerización
El átomo de carbono en la cual se lleva a cabo la desprotonación inicial, es un estereocentro. Si, por ejemplo, la D-glucosa (una aldosa) transpone a D-fructosa, la cetosa, la configuración estereoquímica se pierde en la forma enol . En la reacción química el enol puede ser protonado en ambas caras, resultando en la reconversión de glucosa o la formación del epímero D-manosa. El producto final es una mezcla de D-glucosa, D-fructosa y D-manosa.